# Portes (Gard)
Portes is een gemeente in het Franse departement Gard (regio Occitanie) en telt 310 inwoners (1999). De plaats maakt deel uit van het arrondissement Alès.

## Geografie
De oppervlakte van Portes bedraagt 14,2 km², de bevolkingsdichtheid is 21,8 inwoners per km².

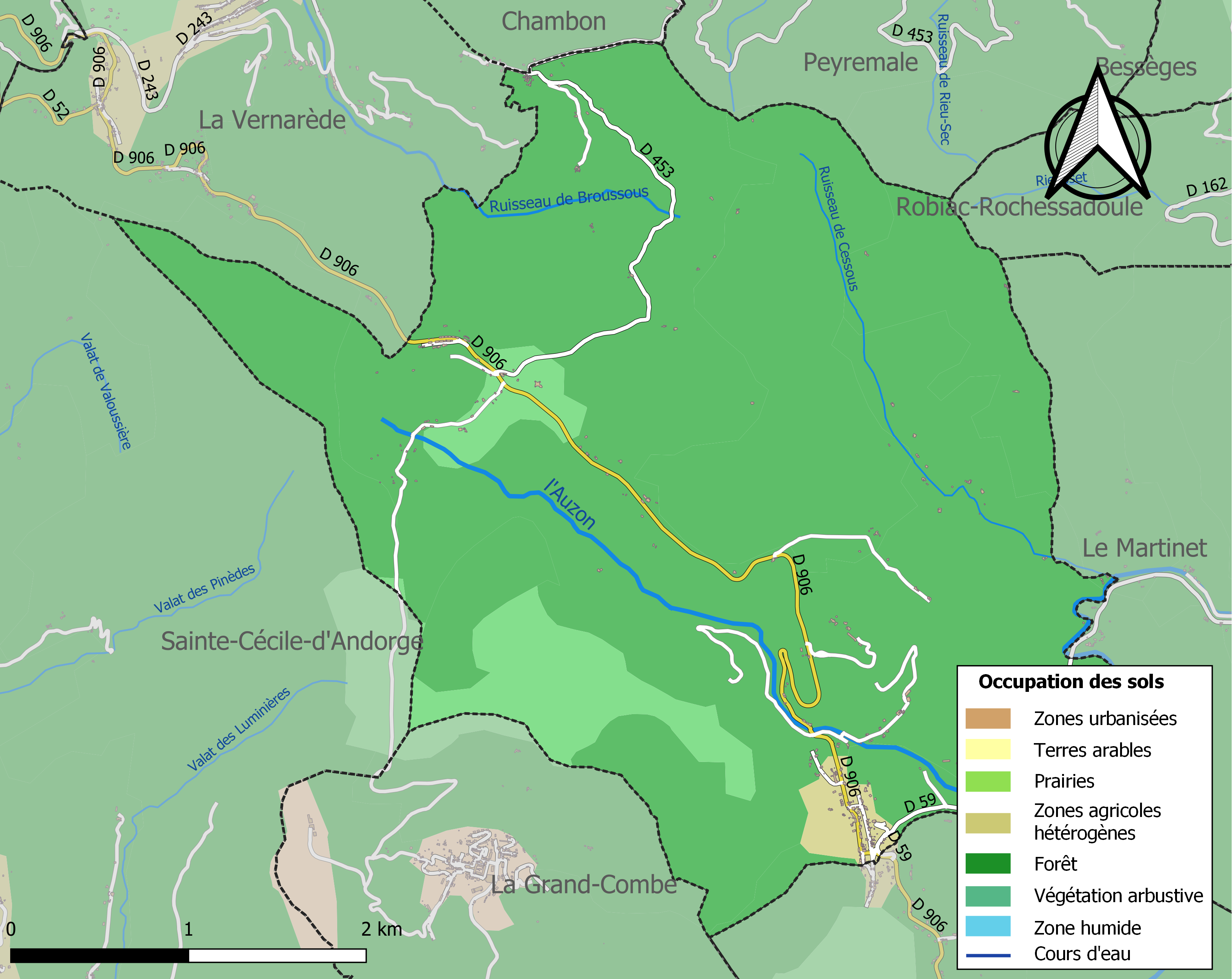
Kaart van de gemeente met de belangrijkste infrastructuur, bodemgebruik en omliggende gemeenten

## Demografie
Onderstaande figuur toont het verloop van het inwonertal (bron: INSEE-tellingen).